# Abbaye de Lavaix
L’abbaye Sainte-Marie de Lavaix ou monastère Sainte-Marie de Lavaix (en espagnol monasterio de Santa María de Lavaix), est une ancienne abbaye espagnole aujourd'hui en ruines, qui se situe sur la commune d'El Pont de Suert, dans la province de Lérida en communauté autonome de Catalogne.
Les ruines sont recouvertes une partie de l'année par les eaux du lac créé par la construction du barrage d'Escales. Elles se trouvent à environ un kilomètre et demi au sud du centre d'El Pont de Suert, en suivant la N-260 en direction de Sarroca de Bellera.

## Histoire

### Fondation
En 848, le monastère Saint-Julien de Sentís est fondé par l'abbé Trasoad, avant d'être transféré dans un endroit appelé en latin Lavagiu ou Vilanova, sans doute sur le site actuel de Lavaix ou à proximité. Des grottes aujourd'hui inondées par le lac du barrage d'Escales ont pu être utilisées par les moines à cette époque. Le monastère obtient de Frédolon, comte de Toulouse, une immunité de juridiction, dans un contexte de rivalités entre les comtes de la marche d'Espagne. 
En 939, le monastère est placé sous la juridiction de l'évêque Aton de Ribagorce. La communauté compte une douzaine de moines, sous l'autorité de l'abbé Adroer, liée au diocèse de Roda. Le monastère est connu dans les sources de l'époque sous différents noms : Sainte-Marie, Saint-Pierre, Saint-Jean, Saint-Laurent..., qui correspondent aux différents autels, chacun desservi par un prêtre différent. 

### Un monastère bénédictin
En 947, le monastère adopte la règle de saint Benoît et reçoit en donation l'église Saint-Jean d'Espluga de Serra (aujourd'hui sur la commune de Tremp). Le comte de Ribagorce Ramon II lui accorde de nouveau l'immunité de juridiction (entre 955 et 970). Jusqu'en 1092, Lavaix reste un monastère bénédictin. Sa situation frontalière lui donne une grande importance stratégique, et le comte de Pallars comme le comte de Ribagorce cherchent à entretenir de bonnes relations avec lui, lui faisant plusieurs donations, telles que San Vicente de Soperún (tout juste conquis par le comte Unifredo I), Rins et Serraduy (de la part du comte de Ribagorce), Aramunt et Hortoneda (de la part du comte de Pallars), moulins, alleux, maisons, auberges, terres, vignes... De nombreuses donations d'autres personnes consolident la domination de l'abbaye sur la vallée d'Adons. En 1004, le monastère reçoit en donation l'église Sainte-Marie de Lacera. En 1015, l'évêque Eimerico de Ribagorce consacre deux nouveaux autels.

### La règle canoniale
Cette période se termine en 1092, lorsque Ramón Ramón, chanoine de Roda et Urgel, impose la règle canoniale afin d'exercer un plus grand contrôle sur le monastère. Le pape Pascal II place Lavaix sous le contrôle du diocèse de Roda, dont le siège est transféré à Lérida après la reconquête de cette ville. En 1112, le monastère Saint-Geniès de Bellera est rattaché à Lavaix. Puis, en 1140, la famille des barons d'Erill financent la construction d'une nouvelle église, avec un cloître dont les ruines sont toujours visibles d'aujourd'hui. C'est une église en croix latine avec une seule nef et trois absides. Le cloître compte seize chapiteaux, et abrite la sépulture familiale des barons d'Erill ; les pièces du monastère sont disposées autour du cloître.

### De la réforme cistercienne à la fin de la vie monastique
En 1223, l'évêque de Lérida Berenguer de Erill, appartenant à la famille qui avait pris le monastère sous sa protection, restaure la vie  monastique à Lavaix, en le plaçant dans l'ordre cistercien ; Lavaix devient une abbaye-fille de l'abbaye de Bonnefont, dans le Comminges. La communauté monastique croît rapidement, et dès 1230 Lavaix fonde une nouvelle abbaye, Saint-Marie de Fontclara, dans la comarque actuelle du Bajo Cinca. La prospérité du monastère se traduit également par de nombreuses constructions, notamment celle d'un palais abbatial, et d'un autre palais voisin, résidence des barons d'Erill, appelé château de Lavaix et aujourd'hui en ruines. Le monastère continue de recevoir de nombreuses donations, notamment, en 1408, l'église paroissiale d'Arén et ses dépendances.
Après une période de relative stabilité, l'époque moderne voit le déclin progressif de la vie monastique et de la puissance économique de Lavaix. Toutefois, le monastère reste longtemps prospère ; il est restauré - en particulier l'église abbatiale - dans le style baroque au XVIIe siècle. Il perd une grande partie de ses biens en 1821 dans le cadre du désamortissement de Mendizábal. Le monastère est endommagé pendant les guerres carlistes. L'exclaustration définitive est prononcée en 1835, mais les derniers moines ne quittent Lavaix qu'en 1855. L'église relève désormais de la paroisse d'El Pont de Suert. 
À partir des années 1950, le lac du barrage d'Escales recouvre les ruines du monastère lorsque les eaux sont hautes ; elles se dégradent rapidement. Les ruines (partie nord-est de la nef, pilier sud-est du chœur, arc presbytéral de l'absidiole sud et parties basses de certains murs) sont visibles en saison de basses eaux. Certains chapiteaux sont peut-être conservés dans les collections du musée Frederic Marès ou du musée national d'art de Catalogne, à Barcelone, mais ils ne sont pas identifiés comme tels.

## Liste des abbés et chanoines

### Monastère indépendant
- Trasoad de Vilanova (848)
- Adrover (939-950)

### Abbaye bénédictine
- Quinto (956-959)
- Mirón (961-980)
- Galindo de Lacera (1005)
- Dacón (1010-1022)
- Servidéu (1023-1043)
- Marqués (1048-1065)
- Grimau (1090)

### Communauté de chanoines
- Ramón Ramón, chanoine de Roda et Urgell (1092-1118)
- Martín, chanoine d'Urgell (1119-1138)
- Berenguer, chanoine et archidiacre d'Urgell (1140-1147)
- Pedro de Eroles, chanoine et archidiacre de Roda (1148-1173)
- Bertrán, chanoine de Roda (1185-1203)

### Abbaye cistercienne
- Bernardo I (1226)
- Guillermo (1227-1228)
- Poncio (1230)
- Juan (1236-1238)
- Guerau (1048-+1065)
- N. Sancho (1250-1259)
- Pedro (1251)
- Guillermo García (1274-+1297)
- Pedro de Bigorra (1310)
- Bafet (1312)
- Arnau Guillermo de Serramont (1322-+1348)
- Bernardo II (1328)
- Bernardo Padilla (1334)
- Vidal de Montoliu (1341-+1357)
- Arnau de Mont (+1366)
- Bertrán Fort (1369-+1403)
- Guillermo de la Espluga (+1407)
- Ramón Albi (1408-+1422)
- Antonio Español (1427), chanoine de Roda
- Guillermo (1436)
- Pedro de Cardona (1502-1515), évêque d'Urgell
- Juan Duran (1515-1530), évêque d'Urgell
- Jaime Font (+1606)
- Bernardo Macip (+1634)
- Miguel Monrós (+1640)
- Juan Canut (+1668)
- Juan Fillat (+1679)
- Agustín Casals (+1680)
- José Gil (1758)
- Antonio Gilabert (-1861)